# Liste der Pfarren im Dekanat Saalfelden
Das Dekanat Saalfelden ist ein Dekanat der römisch-katholischen Erzdiözese Salzburg.

## Pfarren mit Kirchengebäuden
| Ort                           | Pfarrverband                                                                   | Seit         | Patrozinium                                       | Kirchengebäude                                                     | Bild |
| ----------------------------- | ------------------------------------------------------------------------------ | ------------ | ------------------------------------------------- | ------------------------------------------------------------------ | ---- |
| Maria Alm am Steinernen Meer  | Hinterthal – Leogang – Maria Alm                                               | 1891         | Hl. Dreifaltigkeit                                | Pfarrkirche Hinterthal                                             |      |
| Leogang                       | Hinterthal – Leogang – Maria Alm                                               | 1858         | Hl. Leonhard                                      | Pfarrkirche Leogang                                                |      |
| Lofer                         | Lofer – Maria Kirchental – Sankt Martin bei Lofer – Unken – Weißbach bei Lofer | 1955         | Hll. Maria und Leonhard                           | Pfarrkirche Lofer                                                  |      |
| Maishofen                     | Maishofen – Saalbach – Viehhofen                                               | 1894         | Mariä Geburt                                      | Pfarrkirche Maishofen                                              |      |
| Maria Alm                     | Hinterthal – Leogang – Maria Alm                                               | 1850         | Hl. Maria                                         | Pfarrkirche Maria Alm                                              |      |
| Saalbach-Hinterglemm          | Maishofen – Saalbach – Viehhofen                                               | 1891         | Hll. Bartholomäus und Nikolaus                    | Pfarrkirche Saalbach                                               |      |
| Saalfelden am Steinernen Meer |                                                                                | urk. 788     | Hll. Johannes, Evangelist und Johannes der Täufer | Dekanatspfarrkirche Saalfelden                                     |      |
| Sankt Martin bei Lofer        | Lofer – Maria Kirchental – Sankt Martin bei Lofer – Unken – Weißbach bei Lofer | 1190         | Hl. Martin                                        | Pfarrkirche St. Martin bei Lofer Wallfahrtskirche Maria Kirchental |      |
| Unken                         | Lofer – Maria Kirchental – Sankt Martin bei Lofer – Unken – Weißbach bei Lofer | 1812         | Hl. Jakobus der Ältere                            | Pfarrkirche Unken                                                  |      |
| Viehhofen                     | Maishofen – Saalbach – Viehhofen                                               | 1891         | Hl. Josef                                         | Pfarrkirche Viehhofen Niederbrandkapelle                           |      |
| Weißbach bei Lofer            | Lofer – Maria Kirchental – Sankt Martin bei Lofer – Unken – Weißbach bei Lofer | 1891         | Hl. Dreifaltigkeit                                | Pfarrkirche Weißbach bei Lofer                                     |      |
| Zell am See                   | Zell am See-Schüttdorf – Zell am See-St. Hippolyt                              | 1976         | Hl. Pius X.                                       | Pfarrkirche Zell am See-Schüttdorf                                 |      |
| Zell am See                   | Zell am See-Schüttdorf – Zell am See-St. Hippolyt                              | urk. ca. 780 | Hl. Hippolyt                                      | Pfarrkirche Zell am See-St. Hippolyt                               |      |

- Siehe auch Liste der Dekanate der Erzdiözese Salzburg

## Dekanat Saalfelden
Es umfasst 13 Pfarren und eine Wallfahrtskirche. Die Pfarren bilden fünf Pfarrverbände.

## Dechanten
- 1938–1953: Franz Caracciolo Kocher (gleichzeitig Pfarrer von Saalfelden)
- 1953–1980: Johann Madersbacher (gleichzeitig Pfarrer von Saalfelden)
- 1980–1995: Josef Raninger (gleichzeitig Pfarrer von Saalfelden)
- 1995–2001: Sebastian Kitzbichler (1990–2001 Pfarrer von Maria Alm und Hinterthal)
- 2001–2016 Roland Rasser (1995–2016 Pfarrer in Saalfelden), ab 2017 Generalvikar[1]
- seit 2016: Alois Moser (seit 2016 Pfarrer von Saalfelden)